# Paralephana leucopis
Paralephana leucopis är en fjärilsart som beskrevs av George Francis Hampson 1926. Paralephana leucopis ingår i släktet Paralephana och familjen nattflyn. Inga underarter finns listade i Catalogue of Life.